# Équipe de Corée du Nord masculine de volley-ball
Cet article traite de l'équipe masculine. Pour l'équipe féminine, voir Équipe de Corée du Nord féminine de volley-ball.
L'équipe de Corée du Nord de volley-ball est l'équipe nationale qui représente la Corée du Nord dans les compétitions internationales de volley-ball. 
L'équipe nord-coréenne est treizième du Championnat du monde de volley-ball masculin 1962, neuvième du Championnat du monde de volley-ball masculin 1970, onzième du Championnat d'Asie et d'Océanie de volley-ball masculin 1991.